# Painteria nitida
Painteria nitida är en ärtväxtart som först beskrevs av Vahl, och fick sitt nu gällande namn av André Joseph Guillaume Henri Kostermans. Painteria nitida ingår i släktet Painteria och familjen ärtväxter. Inga underarter finns listade i Catalogue of Life.